# Amsberg György
Amsberg György (németül: George von Amsberg; angolul: George Amsberg) (Hildesheim, Hannoveri Királyság, 1821. június 24. – Hoboken, New Jersey, 1876. november 21.) német származású magyar és amerikai szabadságharcos.

## Élete
Az osztrák hadseregben teljesített szolgálatot, s az egyik magyar huszárezred tisztje lett. A magyarok közt megtanulta a magyar nyelvet, a magyarok közé szocializálódott, az 1848-49-es magyar szabadságharc kitörésekor a teljes ezredével a magyar szabadságharcosokhoz állt át. Henryk Dembiński honvéd altábornagy adjutánsa, ezredese lett. Különösen a szolnoki és a debreceni csatákban tüntette ki magát. A világosi fegyverletétel után 16 esztendei rabságra ítélték, amelyből 9 évet ki is töltött, s ekkor is csak azzal a feltétellel engedték szabadon, ha elhagyja a monarchia területét. 1858-ban Amerikába emigrált, s Hobokenben (New Jersey) lovagló mesterként működött.
Részt vett az amerikai polgárháborúban az északiak oldalán mint a 45. New York-i önkéntes gyalogezred ezredese, alezredese Wratislaw Ede lett, ezrede Louis Blenker tábornok német divíziójához tartozott. Később Franz Sigel és Carl Schurz tábornokok vezetése alatt egy dandártparancsnoki beosztást kapott. Részt vett a Gettysburgi csatában, majd 1863 őszén krónikus betegségei miatt (asztma, gyomorbántalmak) beadta lemondását, 1864. január 22-én szerelt le. Hobokenbe (New Jersey) tért vissza, egy szálloda tulajdonrészéből élt, ott érte a halál 1876-ban, a hobokeni Észak Bergeni temetőben nyugszik, New Jersey államban.